# Aleurona

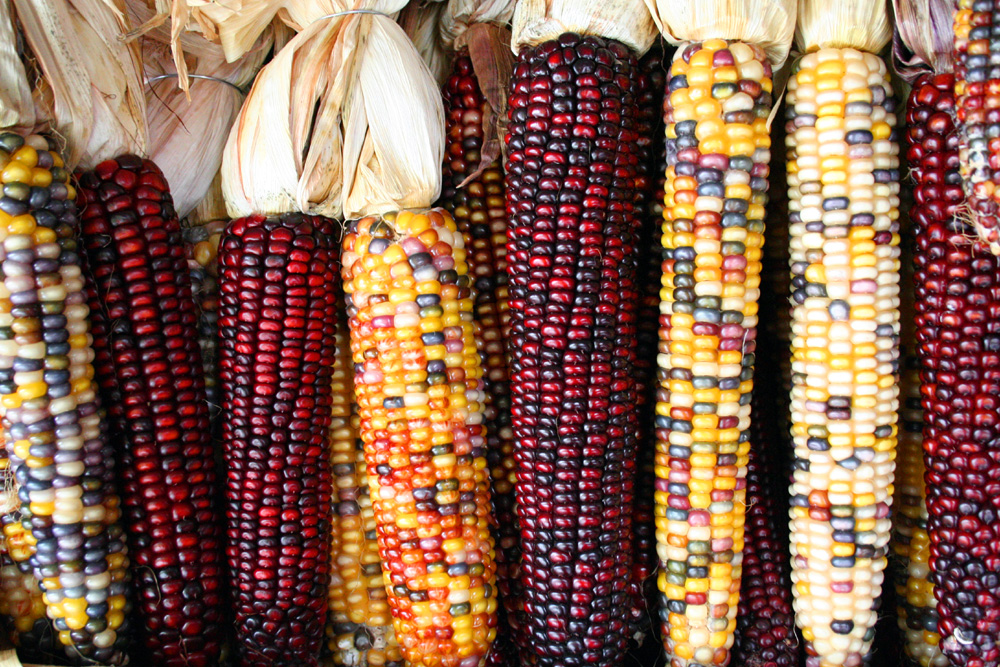
También llamados cuerpos proteínicos, los granos de maíz son ricos en aleurona.

En botánica, la aleurona es el conjunto de gránulos proteicos presentes en las semillas de diversas plantas, generalmente localizados en la parte externa del endospermo. Su etimología proviene de la palabra griega aleuron que significa harina. Cuando se produce la germinación las proteínas de reserva que almacenan estos gránulos se movilizan por hidrólisis para suministrar energía, compuestos nitrogenados y los minerales necesarios por la plántula.
Es la sustancia de reserva alimenticia, de naturaleza albuminoidea, que el embrión de la semilla utiliza durante la germinación siendo muy abundante en muchas de las semillas que se utilizan para el consumo humano.
- Datos: Q2641265